# Електролитичка дисоцијација
Електролитичка дисоцијација је разлагање електролита на позитивне или негативне јоне, под утицајем молекула растварача, нпр.
Дисоцијација је последица солватације код поларних растварача (нпр: вода) у којем поларни молекули растварача окружују растворак. У том процесу долази до неутралисања електростатичке привлачне силе међу јонима растворка те се они, солватисани, удаљују једни од других, дакле постају слободни јони. Важно је уочити да поларно растварач не ствара јоне већ их само ослобађа из кристала. 
Због тога способност дисоцијације имају јонска или веома јака поларна ковалентна једињења. Дисосовани раствор хемијског једињења назива се електролит.
Дисоцијација је повратна реакција - ако се уклоне молекули поларног растварача (упаравање или разблаживањем мање поларним растварачем долази до стварања неутралних молекула који могу бити мање или више растворни. Исто, додатак јачег електролита, који има заједнички јон са слабијим, сузбија се дисоцијација слабијег.
Електролитичкој дисоцијацији у води су подложне све растворљиве соли, већина киселина и база. Но, не морају све да дисосују у истом степену. На пример, сирћетна киселина је растворна у води али дисосује врло слабо у односу на сумпорну киселину.
Степен дисоцијације је мерило дисоцијације јонског једињења и представља однос броја дисосованих према укупном броју молекула. Много важнији концепт је константа дисоцијације.
Многа хемијска једињења подлежу дисоцијацији сама од себе. Нпр. вода аутодисосује по шеми:
Степен дисоцијације ове реакције у нормалним условима износи око 10-7, што означава да на сваких 107 (10.000.000) молекула воде само један подлеже дисоцијацији сам од себе. Константа дисоцијације воде је 10-14 и представља основу за стварање pH скале. 
PH долази од латинских речи poentia hidrogenum, које значи активност водоника и дефинисана је као негативни логаритам концентрације H+ јона.
Електролитичку дисоцијацију не треба мешати са електролизом. 
Електролитичка дисоцијација може да се одигра у неколико степена у зависности од комплексности молекула који се дисоцира.